# Абдулгамидова, Ляман Сеймур кызы
Ляман Сеймур кызы Абдулгамидова (азерб. Ləman Seymur qızı Abdulhəmidova; род. 10 ноября 2004) — азербайджанская теннисистка, член сборной Азербайджана по настольному теннису, чемпионка Азербайджана в одиночном разряде (2023) и в парных (2024).

## Биография
Ляман Сеймур кызы Абдулгамидова родилась 10 ноября 2004 года. В 2018 году выиграла командный турнир на чемпионате Европы в Клуж-Напоке.
В апреле 2022 года на чемпионате Азербайджана стала победителем в личном турнире возрастной категории 2004-06 годов рождения среди девочек и в смешанной паре вместе с Кянаном Панаховым.
В августе 2022 года принимала участие на V Играх исламской солидарности в турецкой Конье.
В сентябре 2023 года на турнире WTT Youth Contender мировой серии по настольному теннису в Батуми Абдулгамидова стала обладателем бронзовой медали в соревнованиях среди теннисистов в возрасте до 19 лет. На этом же турнире она в паре с Томом Клоссетом из Бельгии взяла серебро в соревнованиях смешанного парного разряда.
В декабре 2023 года выиграла чемпионат Азербайджана среди взрослых в одиночном разряде.
В январе 2024 года вместе Земфирой Микаиловой приняла участие на чемпионате Европы среди спортсменов до 21 лет в Скопье. Это было первое участие спортсменов Азербайджана на этом турнире.
В апреле 2024 года Абдулгамидова на чемпионате Азербайджана среди взрослых выиграла бронзу в одиночном разряде, а также стала победителем турнира женских пар (вместе с Земфирой Микаиловой) и турнира смешанных пар (вместе с Нихадом мамедовым).